# Bartlett (Kansas)
Bartlett – miasto w Stanach Zjednoczonych, w stanie Kansas, w hrabstwie Labette.